# Proletariado
Proletariado (do latim proles, “filho, descendência, progênie”) é um conceito usado para definir a classe oposta à classe capitalista. O proletário consiste daquele que não tem nenhum meio de vida exceto sua força de trabalho (suas aptidões), que ele vende para sobreviver.
O proletário se diferencia do simples trabalhador, pois este último pode vender os produtos de seu trabalho (ou vender o seu próprio trabalho enquanto serviço), enquanto o proletário só vende sua capacidade de trabalhar (suas aptidões e habilidades humanas), e, com isso, os produtos de seu trabalho e o seu próprio trabalho não lhe pertencem, mas àqueles que compram sua força de trabalho e lhe pagam um salário.
A existência de indivíduos privados de propriedade, privados de meios de vida, permite que os capitalistas (os proprietários dos meios de produção e de vida) encontrem no mercado um objeto de consumo que age e pensa (as capacidades humanas oferecidas no mercado de trabalho), que eles consomem para aumentar seu capital. [carece de fontes?] O comprador (o capitalista) comanda o trabalho do proletário e se apropria de seus produtos para vendê-los no mercado.
A palavra proletariado define o conjunto dos proletários considerados enquanto formando uma classe social.

## História
A origem da palavra "proletariado" remonta à Roma Antiga, o rei Sérvio Túlio (século VI a.C.) usou o termo proletários (proletarii) para descrever os cidadãos de classe mais baixa, que não tinham propriedades e cuja única utilidade para o Estado era gerar proles (prole) para engrossar as fileiras dos exércitos do império. O termo proletário foi utilizado num sentido depreciativo até que, no século XIX, socialistas, anarquistas e comunistas utilizaram-no para identificar a classe dos sem propriedade de meios de vida do capitalismo industrial.
Historicamente, o proletariado surge com o capitalismo industrial (na Europa, entre os séculos XIV e XIX), quando todas as relações sociais entre os indivíduos passaram a ser mediatizadas pelo mercado, que substituiu os laços comunitários que caracterizavam as sociedades anteriores. Com isso, todos os bens passaram a ser mercadorias, ou seja, o acesso a eles passou a ser permitido apenas a quem tivesse o dinheiro para comprá-los. Isso só foi possível mediante a chamada acumulação primitiva do capital, que se caracteriza por expulsões de camponeses de suas terras (cercamentos) e pela destruição dos laços não mercantis do artesanato urbano (por exemplo, as corporações de ofício), formando uma massa de indivíduos destituídos de meios de produção e que nada tinham para oferecer ao mercado senão sua força de trabalho.
Essa separação dos homens dos seus meios de produção é também chamada de proletarização e foi na maioria das vezes imposta pelo Estado. Além disso, os artesãos urbanos (pequenos produtores de mercadorias) não podiam concorrer no mercado com os capitalistas, cujos capitais rapidamente se acumulavam mediante o uso de força de trabalho e pela extração da mais-valia que esta proporciona, e esses artesãos falidos contribuíram para aumentar ainda mais a massa de proletários disponíveis para a indústria capitalista nascente. A formação, manutenção e o controle (através do aparato repressivo do Estado) de uma massa de indivíduos destituídos de tudo e tendo somente a sua força de trabalho para vender  (qualificada ou não) é a condição sine qua non da acumulação do capital em qualquer lugar do mundo, até os tempos presentes, pois a força de trabalho é a única mercadoria que produz mais-valia.
A ideia de proletariado como uma classe antagônica à dos capitalistas surgiu no século XIX, quando operários  conseguiram pela primeira vez organizar greves de dimensões consideráveis e questionar a situação em que viviam de maneira que, para muitos, suas exigências eram irreconciliáveis com a sociedade capitalista. Os proletários desenvolveram ideias comunistas, socialistas e anarquistas que depois ficaram conhecidas através de autores como Karl Marx, Mikail Bakunin e Piotr Kropotkin. Essas ideias desenvolveram-se pela sistematização do objetivo que emergia espontaneamente nas lutas proletárias que era o de estabelecer uma Livre associação de produtores. Do fim do século XIX até meados do século XX, mediante a pressão constante das lutas radicais dos operários, os Estados de diversos países resolveram  conceder direitos trabalhistas e regular os sindicatos, que passaram a ser instituições de negociação entre o Estado, os empresários e os operários. Em 1917, na Rússia, também mediante a pressão de lutas radicais dos operários, os bolcheviques tomaram o poder do Estado usando o nome do proletariado, que, no entanto, foi massacrado por eles e submetido a um regime de trabalho militarista que, na opinião de anarquistas e comunistas de conselhos, não tem absolutamente nada a ver com as reivindicações dos proletários, os quais, em suas lutas, sempre se opuseram à intensificação do trabalho, à ditadura dos chefes e à própria escravidão assalariada.

### Tempos atuais
De meados do século XX até o presente, o Estado conseguiu administrar o antagonismo proletário a ponto de aparentemente dissolvê-lo (através de diversas medidas, tais como: leis trabalhistas, a transformação dos sindicatos em mediadores entre capitalistas e trabalhadores, repressão, dissolução do internacionalismo proletário nos nacionalismos e demais conflitos interburgueses), fazendo o proletariado ser hoje dificilmente reconhecível na superfície da sociedade. Alguns afirmam que a luta proletária continua, mas de forma subterrânea e invisível, enquanto não ocorre o momento histórico-mundial propício para sua emergência.
Atualmente, nos pontos capitalistas mais avançados do globo (países desenvolvidos ou cidades/bairros/regiões desenvolvidas de países pouco desenvolvidos), o proletariado tem padrão de vida muito superior em relação às suas condições do início da Revolução Industrial, quando jornadas de mais de doze horas e a intensa utilização de mão-de-obra infantil eram a regra. Em geral, os órgãos de estatística estatais e privados classificam como "classe média" esse grupo social. No entanto, aquilo que define-os como "proletariado" continua existindo, a saber, a sua separação de todos os meios de vida e produção e o consequente constrangimento imposto a eles de vender sua força de trabalho em troca do salário que lhe permita a sobrevivência. O proletariado define-se pelo modo como produz suas condições de vida, que é alienado e opressivo, e não pelo consumo a que ele tem acesso através de seu salário".
No entanto, as condições de trabalho nos países/regiões/cidades desenvolvidos vem regredindo nos últimos anos com a introdução de reformas neoliberais, com jornadas cada vez maiores e a precarização advindos da flexibilização das leis trabalhistas. Em outros países, o trabalho infantil, os salários simbólicos e jornadas cada vez maiores são práticas comuns, chegando até o extremo do uso de mão-de-obra escrava. Os trabalhadores imigrantes, em especial, têm sido submetidos a condições de trabalho degradantes na Europa. E temos a migração das fábricas para países sem leis trabalhistas, sendo que o proletariado marxista atualmente se refere a classe média.

## Críticas
Economistas liberais (por exemplo, Joseph Schumpeter) não acreditam em exploração e sustentam que a existência do proletariado é um sofisma. Para eles todos os indivíduos são iguais perante o mercado, e o mercado retorna à cada pessoa o exato valor que essa pessoa introduziu nele; os capitalistas seriam apenas pessoas que são fortes adeptas da poupança e cujas contribuições ao mercado são de qualidade superior às contribuições do restante da população, que, com isso, ganha menos do que eles. Portanto, eles negam que haja um conflito intrínseco ao capitalismo e inseparável dele, como por exemplo, negam a existência do proletariado e as motivações de suas lutas, que eles interpretam moralisticamente como motivadas meramente por inveja dos menos capazes com relação aos mais capazes.
Autores anarquistas e comunistas contra-argumentam que é natural que aqueles que formam a classe dominante (ou que servem a ela) afirmem que não exista exploração e nem dominação, pois os capitalistas necessitam domesticar os proletários para que estes ofereçam sua força de trabalho sem nenhuma reserva, procurando fazê-los acreditar que a compra e venda de força de trabalho é apenas um fato natural, imutável, e que, já que seria imutável, o melhor que o proletário pode fazer é não questionar, lutando apenas para ser um "funcionário do mês".

## Galeria

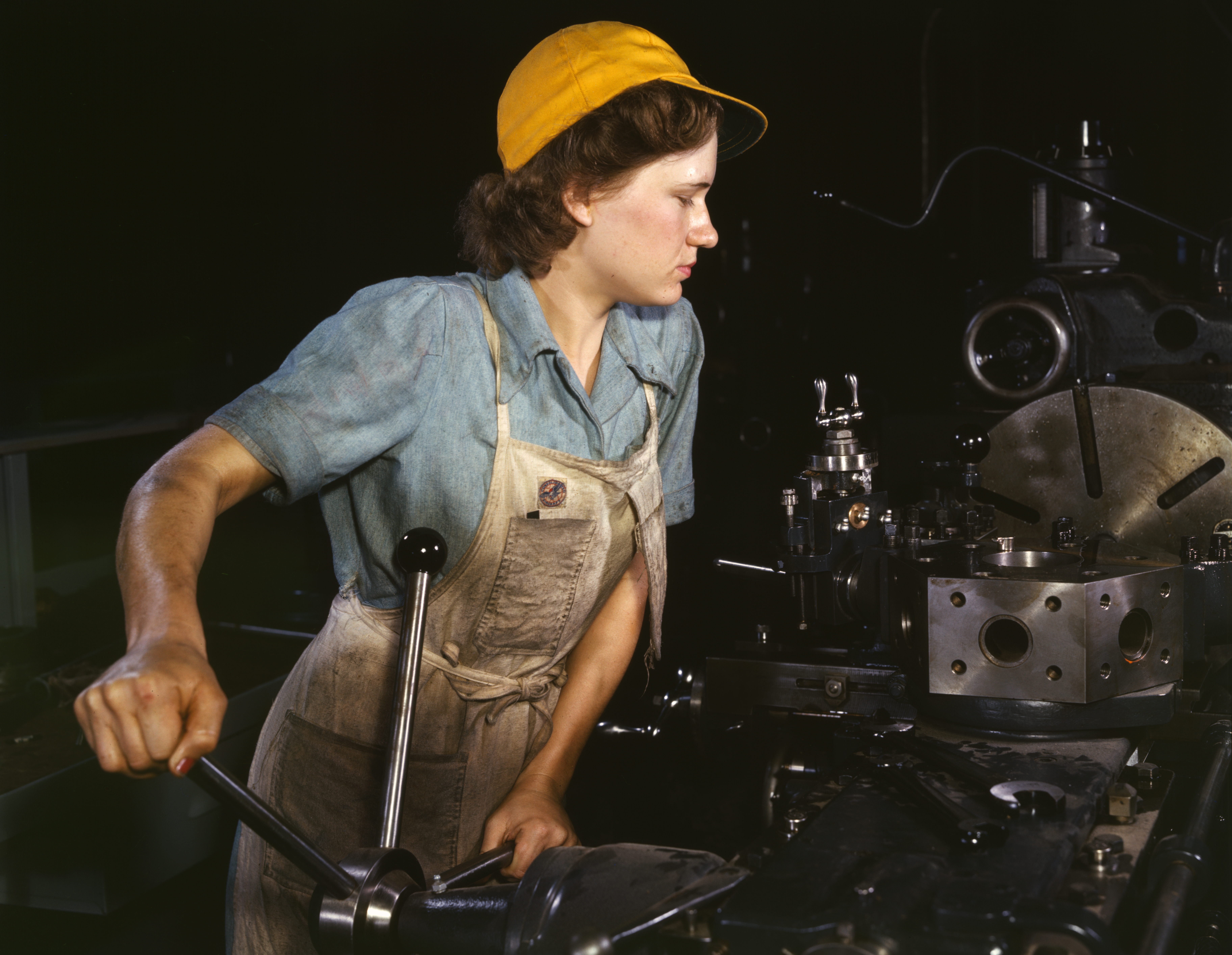
Uma operária de Torno mecânico numa fábrica do Texas na década de 1940
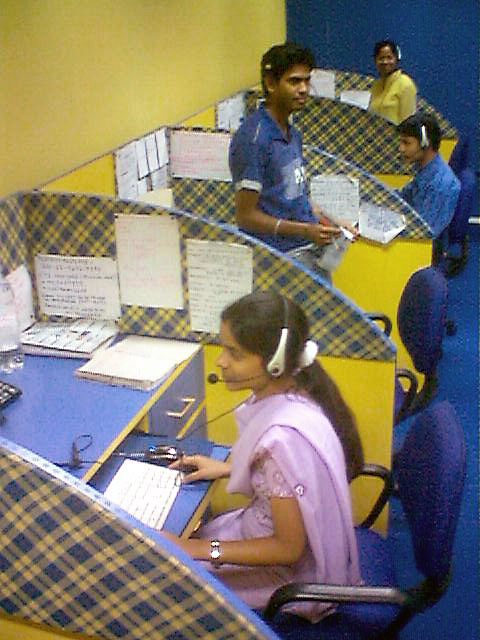
Operadores de telemarketing
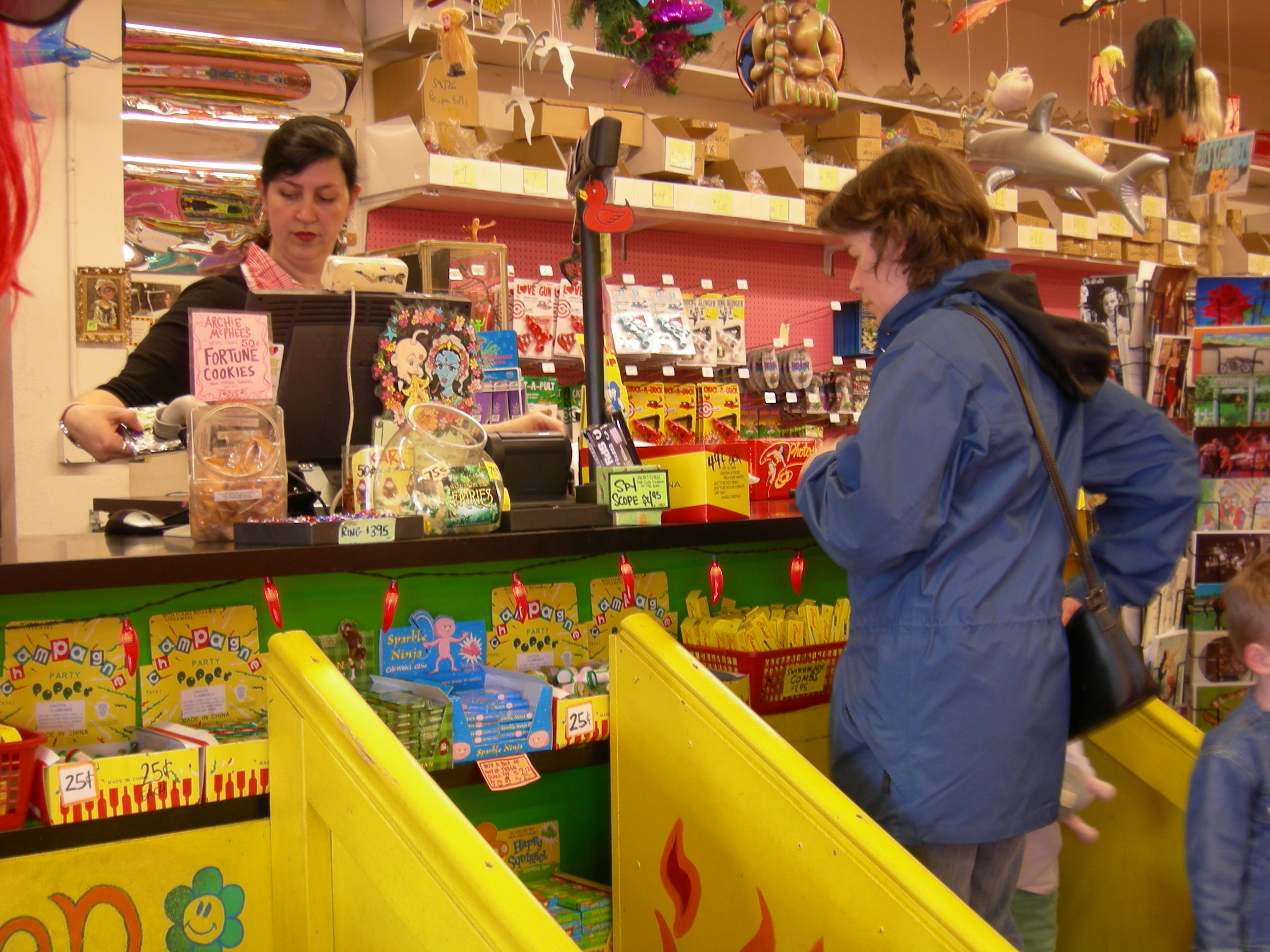
Uma operadora de caixa de supermercado